# دهه ۱۴۷۰ (پیش از میلاد)

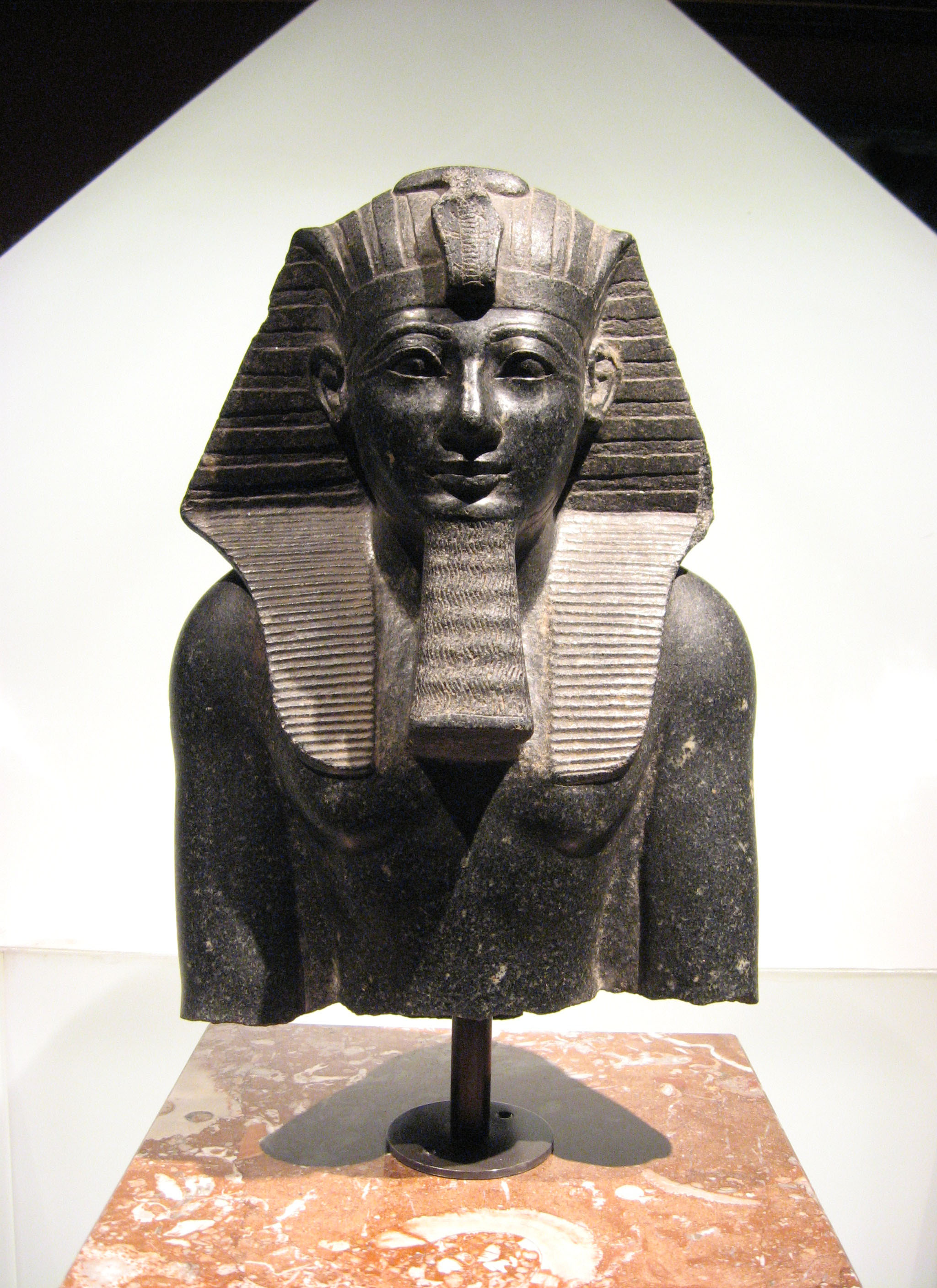
مجسمه توتموس سوم، در موزه وین

دهه ۱۴۷۰ (پیش از میلاد) صد و چهل و هفتمین دهه قبل از مبدا شروع تقویم میلادی است.